# Буда (Вилча)
Буда (рум. Buda) — село у повіті Вилча в Румунії. Адміністративно підпорядковане місту Окнеле-Марі.
Село розташоване на відстані 159 км на північний захід від Бухареста, 5 км на захід від Римніку-Вилчі, 94 км на північний схід від Крайови, 119 км на південний захід від Брашова.

## Населення
За даними перепису населення 2002 року у селі проживали 100 осіб, усі — румуни. Усі жителі села рідною мовою назвали румунську.